# Ruisseau des Lavaux
 (juillet 2018).
Le ruisseau des Lavaux est un ruisseau suisse et français qui coule dans le canton de Neuchâtel et le département du Doubs. C'est un affluent du Doubs en rive droite, donc un sous-affluent du Rhône par le Doubs et la Saône. Dans la première partie de son cours, ce cours d'eau est également dénommé ruisseau des Étraches.

## Communes et cantons traversés
Le ruisseau des Lavaux traverse quatre communes : Val-de-Travers et Les Verrières en Suisse, Les Alliés et Pontarlier en France.

## Bassin versant
Le ruisseau des Lavaux traverse une seule zone hydrographique : Le Doubs du ruisseau de la Fontaine ronde incluse au Drugeon (U202).

## Affluents
Le ruisseau des Lavaux a un affluent référencé : le ruisseau des Entreportes.
Son rang de Strahler est donc de deux.

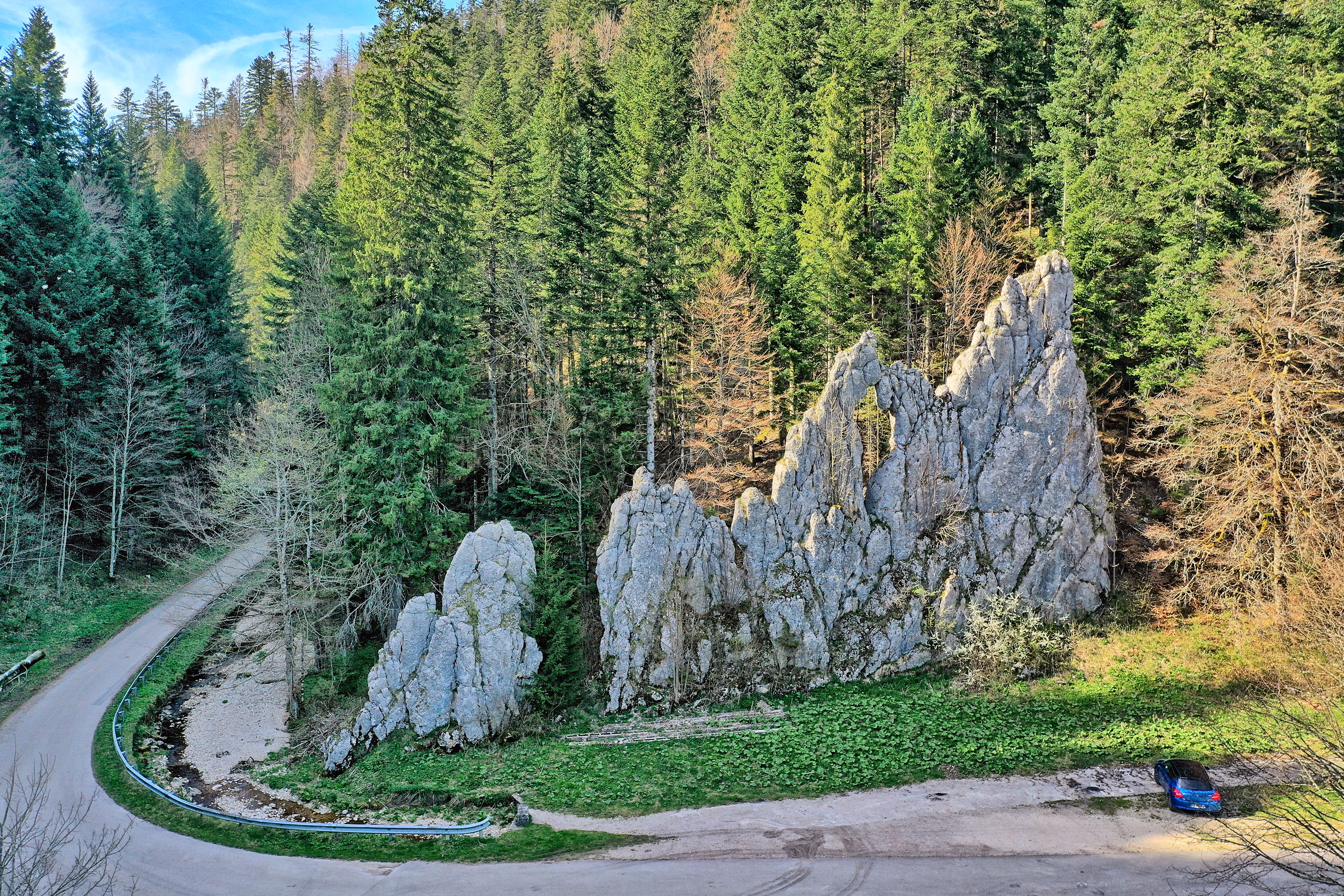
Le ruisseau des Entreportes près des Dames des Entreportes.

## Hydrologie
Le ruisseau des Lavaux présente des fluctuations saisonnières de débit assez marquées. 